# Laat mij in die waan
Laat mij in die waan is een single van de Nederlandse zanger Guus Meeuwis uit 2009. Het stond in hetzelfde als vijftiende track op het album NW8, waar het de derde single van was, na Dat komt door jou en Ik ook van jou.

## Achtergrond
Laat mij in die waan is geschreven door Guus Meeuwis, Jan Willem Rozenboom en Jan Willem Roy en geproduceerd door Rob van Donselaar. Het is een nederpoplied waarin de liedverteller een waanbeeld heeft van een perfecte wereld waarin iedereen in vrede naast elkaar leeft. Hij vraagt vervolgens aan anderen om hem in deze waan te laten. In het lied wordt een thema gebruikt uit de Derde Wals van Frédéric Chopin. Het lied werd eerst uitgebracht via de SingStore van het muziekspel SingStar. Het nummer werd pas een commercieel succes nadat het bewerkt werd door Giel Beelen en het werd uitgeroepen tot de officiële single van Serious Request 2009.

## Hitnoteringen
In de versie voor Serious Request werd het nummer een kleine hit in Nederland. Het piekte op de zesde plaats van de Single Top 100 en stond drie weken in de lijst. De Top 40 werd niet gehaald, maar het kwam tot de tweede plaats van de Tipparade.